# Petite Princesse (série télévisée d'animation)
Pour les articles homonymes, voir La Petite Princesse.
 (février 2023).
La mise en forme du texte ne suit pas les recommandations de Wikipédia : il faut le « wikifier ».
Les points d'amélioration suivants sont les cas les plus fréquents. Le détail des points à revoir est peut-être précisé sur la page de discussion.
- Les titres sont pré-formatés par le logiciel. Ils ne sont ni en capitales, ni en gras.
- Le texte ne doit pas être écrit en capitales (les noms de famille non plus), ni en gras, ni en italique, ni en « petit »…
- Le gras n'est utilisé que pour surligner le titre de l'article dans l'introduction, une seule fois.
- L'italique est rarement utilisé : mots en langue étrangère, titres d'œuvres, noms de bateaux, etc.
- Les citations ne sont pas en italique mais en corps de texte normal. Elles sont entourées par des guillemets français : « et ».
- Les listes à puces sont à éviter, des paragraphes rédigés étant largement préférés. Les tableaux sont à réserver à la présentation de données structurées (résultats, etc.).
- Les appels de note de bas de page (petits chiffres en exposant, introduits par l'outil «  Source ») sont à placer entre la fin de phrase et le point final[comme ça].
- Les liens internes (vers d'autres articles de Wikipédia) sont à choisir avec parcimonie. Créez des liens vers des articles approfondissant le sujet. Les termes génériques sans rapport avec le sujet sont à éviter, ainsi que les répétitions de liens vers un même terme.
- Les liens externes sont à placer uniquement dans une section « Liens externes », à la fin de l'article. Ces liens sont à choisir avec parcimonie suivant les règles définies. Si un lien sert de source à l'article, son insertion dans le texte est à faire par les notes de bas de page.
- La présentation des références doit suivre les conventions bibliographiques. Il est recommandé d'utiliser les modèles {{Ouvrage}}, {{Chapitre}}, {{Article}}, {{Lien web}} et/ou {{Bibliographie}}. Le mode d'édition visuel peut mettre en forme automatiquement les références.
- Insérer une infobox (cadre d'informations à droite) n'est pas obligatoire pour parachever la mise en page.

Pour une aide détaillée, merci de consulter Aide:Wikification.
Si vous pensez que ces points ont été résolus, vous pouvez retirer ce bandeau et améliorer la mise en forme d'un autre article.
Petite Princesse (Little Princess) est une série télévisée d'animation britannique en 75 épisodes de 10 minutes créée d'après le personnage de Tony Ross et diffusée depuis le 9 octobre 2006 sur le réseau Five.
En France, la série a été diffusée du 28 août 2011 au 24 décembre 2011 sur France 5 dans Zouzous et rediffusée sur TiJi. Au Canada francophone, la série est diffusée sur le programme pour enfants de TFO, Mini TFO.

## Synopsis
Cette série met en scène les mésaventures de Petite Princesse, une fillette intrépide et bavarde, vivant dans un château avec ses parents roi et reine et les marins, gouvernantes ou encore jardinier du château.

## Fiche technique
- Réalisation : Edward Foster (100 épisodes, 2006-2012), Sue Tong (35 épisodes, 2019-2020
- Musique : Bradley Miles
- Société de production : Illuminated Film Company

## Distribution

### Voix originales
- Jane Horrocks : Petite Princesse
- Julian Clary puis Rufus Jones : le narrateur
- Colin McFarlane : le chef, le général, le jardinier, le premier ministre
- Maggie Ollerenshaw : la reine
- Edward Peel : le roi, l'amiral
- Victoria Willing : la servante
- Brian Blessed : le grand-oncle Walter
- Shelley Longworth : Algie
- Robert Webb : le professeur

### Voix françaises
- Marie Millet-Giraudon : Petite Princesse
- Éric Aubrahn : le narrateur
- Alain Flick : le jardinier, le général, le chat
- Denis Boileau : le majordome, le cuisinier, le chien
- Marie-Martine : la reine, la servante
- Jérôme Pauwels : le roi, l'amiral

## Épisodes

### Première saison (2006)
1. Je veux ma dent (I Want My Tooth)
2. Je ne veux pas qu'on m'aide (I Don't Want Help)
3. Je ne veux pas aller au lit (I Don't Want to Go to Bed)
4. Je ne sais pas ce que je ferai quand je serai grande (I Don't Know What to Be)
5. Je ne m'en souviens plus (I Can't Remember)
6. Je veux ma tétine (I Want My Dummy)
7. Je veux siffler (I Want to Whistle)
8. Je ne veux pas prendre mon bain (I Don't Want a Bath)
9. Je n'ai rien fait (I Didn't Do It)
10. Je ne veux pas me coiffer (I Don't Want to Comb My Hair)
11. Je n'aime pas la salade (I Don't Like Salad)
12. Je veux faire de la magie (I Want to Do Magic)
13. Je ne veux pas ranger mes jouets (I Don't Want to Tidy Up)
14. Je veux une trompette (I Want a Trumpet)
15. Je ne veux pas partager (I Don't Want to Share)
16. Je n'aime pas les vers de terre (I Don't Like Worms)
17. Je veux retrouver ma voix (I Want My Voice Back)
18. Je veux que mon doudou se sente bien (What's Wrong with Gilbert?)
19. Je veux ma tente (I Want a Tent)
20. Je veux gagner (I Want to Win)
21. Je ne veux pas être enrhumée (I Don't Want a Cold)
22. Je veux être gouvernante (Maid's Day Off?)
23. Je veux garder mon têtard (Can I Keep It?)
24. Je veux cuisiner (I Want to Cook)
25. Je n'aime pas l'automne (I Don't Like Autumn)
26. Je ne veux pas avoir de poux (I Don't Want Nits)
27. Je veux mon escargot (I Want My Snail)
28. Je veux mettre mes nouvelles chaussures (I Want My New Shoes)
29. Je veux garder mes vieux vêtements (But They're Mine…)
30. Je veux une nouvelle luge (I Want My Sledge)

### Deuxième saison (2007)
1. Je veux un magasin (I Want a Shop)
2. Je veux gagner (It's Sports Day!)
3. Je veux être un pirate (I Want to be a Pirate)
4. Je veux aller à la fête foraine (I Want to Go to the Fair)
5. Je veux me déguiser (I Want to Dress Up)
6. Je veux ma surprise (I Want a Surprise)
7. Je veux un vélo (I Want a Bicycle)
8. Je ne veux pas quitter la maison (I Don't Want to Leave Home)
9. Je veux un meilleur ami (I Want a Best Friend)
10. Je ne veux pas embrasser ma grand-tante (I Don't Want to Kiss Great Aunty)
11. Je veux un festin de minuit (I Want a Midnight Feast)
12. Je veux être sage (I Want to Be Good)
13. Je veux mes crayons (I Want My Crayons)
14. Je veux être grand (I Want to Be Tall)
15. Je veux garder mon pansement (I Want My Plaster)
16. Je veux une balançoire (I Want a Swing)
17. Je veux être un bébé (I Want to Be a Baby)
18. Je veux être une petite fille des cavernes (I Want to Be a Cavegirl)
19. Je veux mes marionnettes (I Want My Puppets)
20. Je veux faire un cadeau à maman (Mother's Day!)
21. Je veux être exploratrice (I Want to Be an Explorer)
22. Je veux faire une collection (I Want to Collect)
23. Je veux être reine (I Want to Be Queen)
24. Je veux jouer au football (I Want to Play Football)
25. Je veux jouer sous la pluie (I Want to Play in the Rain)
26. Je veux des haricots (I Want Baked Beans)
27. Je ne veux pas danser (I Don't Want to Dance)
28. Je veux partir en vacances (I Want to Go on Holiday)
29. Je veux un mouton (I Want My Sheep)
30. Je ne veux rien rater (I Don't Want to Miss It)
31. Je veux faire un spectacle (I Want to Do a Show)
32. Je veux qu'on me rende mon doudou (Can I Have It Back Now, Please?)
33. Je veux trouver le trésor (I Want to Find the Treasure)
34. Je n'aime pas le tonnerre (I Don't Like Thunderstorms)
35. Je peux garder un secret (I Can Keep a Secret)

### Troisième saison (2010)
1. Je veux mon poney (I Want My Horace)
2. Je veux ma cabane dans un arbre (I Want My Treehouse)
3. Je n'aime pas les disputes (I Don't Like Arguments)
4. Je veux faire du patin à glace (I Want to Ice Skate)
5. Je veux faire du découpage (I Want to Cut Out)
6. Je veux aller dans l'espace (I Want to Go to Space)
7. Je veux être une demoiselle d'honneur (I Want to Be a Bridesmaid)
8. Je veux être un détective (I Want to Be a Detective)
9. Je veux un chien (I Want Scruff)
10. Je veux aller au bord de la mer (I Want to Go to the Seaside)
11. Je vais gagner la rosette (I'm Going to Win the Rosette)
12. Je veux chanter (I Want to Sing)
13. Je veux être vétérinaire (I Want to Be a Vet)
14. Je veux faire une blague (I Want to Play a Joke)
15. S'il te plaît, ne pars pas (Please Don't Go)
16. Je veux un concours hippique (I Want a Gymkhana)
17. Tu deviendras fort (I'll Make You Strong)
18. Je ne veux pas jouer du piano (I Don't Want to Play the Piano)
19. Qui a éteint la lumière? (Who Turned off the Lights?)
20. Je veux mon canard (I Want My Duck)
21. Je veux être policier (I Want to Be a Policeman)
22. Je veux être infirmière (I Want to Be a Nurse)
23. Je veux ton diadème (I Want Your Tiara)
24. Je veux être célèbre (I Want to Be Famous)
25. Je veux une nouvelle chambre (I Want a New Bedroom)
26. Je veux faire du patin à roulettes (I Want to Skate)
27. Je veux un insecte baton (I Want My Stick Insect)
28. Je veux jouer à cache-cache (I Want to Play Hide and Seek)
29. Je veux faire une pyjama party (I Want a Sleepover)
30. Je ne dois pas être autoritaire (I Musn't Be Bossy)
31. Je veux faire du camping (I Want to Go Camping)
32. Je veux un correspondant (I Want a Pen Pal)
33. Je veux mon rouge-gorge (I Want My Robin)
34. Je veux faire du recyclage (I Want to Recycle)
35. Je veux une carriole (I Want My Go Kart)

### Quatrième saison (2019)
1. Titre français inconnu (Gilbot)
2. Titre français inconnu (Surprise)
3. Titre français inconnu (Rainbow)
4. Titre français inconnu (Picture Perfect Princess)
5. Titre français inconnu (Teacher)
6. Titre français inconnu (Sister)
7. Titre français inconnu (Little Princess Says)
8. Titre français inconnu (Little Princess Lends a Hand)
9. Titre français inconnu (Watch the Birdie)
10. Titre français inconnu (Safari)
11. Titre français inconnu (SeeSaw)
12. Titre français inconnu (Down Under Up Over)
13. Titre français inconnu (Medal)
14. Titre français inconnu (Doll's House)
15. Titre français inconnu (Cowgirl)
16. Titre français inconnu (Fish)
17. Titre français inconnu (I'll Try to Be Quiet)
18. Titre français inconnu (Turn on the Taps)
19. Titre français inconnu (I Want My Tree)
20. Titre français inconnu (Little Princess and the Sunflower)
21. Titre français inconnu (Forever)
22. Titre français inconnu (Sloth)
23. Titre français inconnu (New Toilet)
24. Titre français inconnu (Inventor)
25. Titre français inconnu (Time Thingy)
26. Titre français inconnu (I Want Apple Juice)
27. Titre français inconnu (Tea for Two)
28. Titre français inconnu (Cloud Fishing)
29. Titre français inconnu (Where's Puss?)
30. Titre français inconnu (The Princess Who Cried Wolf)

## DVD
De nombreux DVD rassemblent des épisodes de Petite Princesse. Voici pour chacun des DVD les épisodes qui sont inclus :

### DVD Je veux faire de la magie → Saison 1
- Je veux faire de la magie : Ep 12
- Je veux que mon doudou se sente bien : Ep 18
- Je veux ma tente : Ep 19
- Je ne sais pas ce que je ferai quand je serai grande : Ep 4
- Je ne veux pas ranger mes jouets : Ep 13

### DVD Je veux mettre mes nouvelles chaussures → Saison 1
- Je veux mettre mes nouvelles chaussures : Ep 28
- Je ne veux pas me coiffer : Ep 10
- Je veux garder mon têtard : Ep 23
- Je veux garder mes vieux vêtements : Ep 29
- Je ne veux pas prendre mon bain : Ep 8

### DVD Je veux me déguiser -> Saison 2
- Je veux me déguiser : Ep 5
- Je veux faire un spectacle : Ep 31
- Je veux mes marionnettes : Ep 19
- Je veux aller à la fête foraine : Ep 4
- Je veux être un pirate : Ep 3
- Je veux trouver un trésor : Ep 33